# Qosqophryne gymnotis

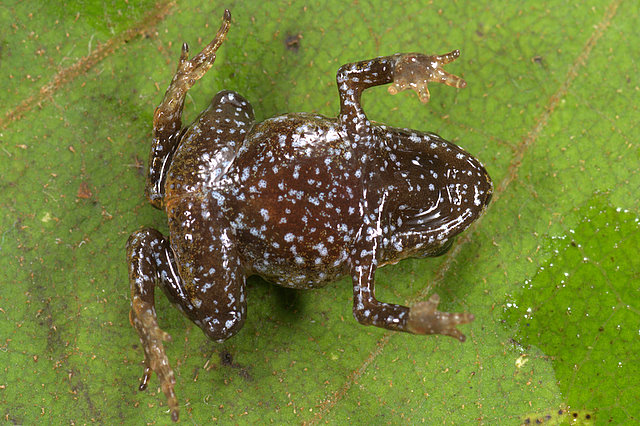
Qosqophryne gymnotis, Unterseite

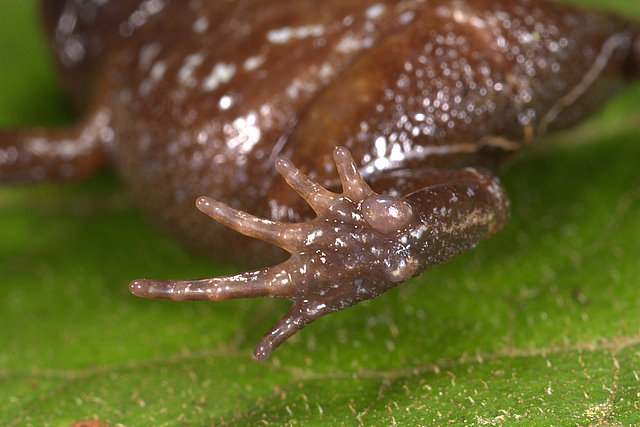
Qosqophryne gymnotis, Detail des Fußes

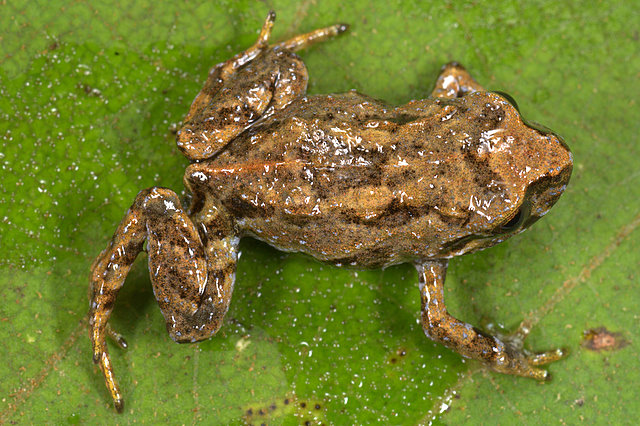
Qosqophryne gymnotis, Jungtier

Qosqophryne gymnotis ist eine in Peru vorkommende Froschlurchart aus der Familie Strabomantidae. Das Artepitheton basiert auf dem griechischen Adjektiv „γυμνός“ (gymnos = nackt) und dem griechischen Substantiv „Ὦτος“ (otos = Ohr). Dieser Name bezieht sich auf ein Merkmal der Art, die derzeit das einzige Mitglied der Gattung mit einem Trommelfell ist.

## Merkmale
Die Kopf-Rumpf-Länge (SVL) von Qosqophryne gymnotis schwankt in einer Bandbreite bei den Weibchen zwischen 16,0 und 22,2 sowie bei den Männchen zwischen 16,7 und 19,3 Millimetern. Die Haut ist überwiegend glatt. Die Rückenfarbe variiert von rotbraun über graubraun bis zu violett braun. Der Kopf ist schmaler als der Körper, die Schnauze kurz und rund. Typisch für die Art ist ein schmaler gelblicher Streifen, der sich entlang der Rückenmitte erstreckt. Beiderseits des Kopfes befinden sich dunkelbraune Flecke. Die Unterseite ist dunkel graubraun und mit vielen kleinen weißen Flecken versehen. Die relativ kurzen Extremitäten sind braungrau bis rotbraun und leicht dunkel marmoriert. Ihre Vorderfüße haben vier Finger, die Hinterfüße fünf Zehen. Mit einer Länge von ca. fünf Millimetern ist der zweite Zeh auffällig lang. Eine Schallblase und ein Trommelfell sind vorhanden. Jungtiere zeigen an Kopf und Körper dunkelbraune Flecke, der gelbe Rückenstreifen ist andeutungsweise zu erkennen. Die Iris schimmert goldgelb.

## Verbreitung und Lebensraum
Die Art wurde bisher nur in einem sehr kleinen Gebiet bei San Luis in der peruanischen Provinz La Convención nordwestlich von Cusco in Höhen zwischen 3272 und 3354 Metern nachgewiesen. Sie lebt dort am Boden im Regenwald.

## Lebensweise und Entwicklung
Über die Lebensweise von Qosqophryne gymnotis ist noch wenig bekannt. Die Tiere leben tagsüber versteckt unter Moos oder Felsen. In den Morgenstunden wurden Lautäußerungen der Männchen wahrgenommen. Der Ruf ist eine kurze, einzelne Note, die in unregelmäßigen Abständen wiederholt wird und mit einer dominanten Frequenz von 3,01 kHz und einer harmonischen bei 4,45 kHz ausgesendet wird. Ein gefundenes Eigelege bestand aus 19 Eiern, die einen Durchmesser von 4,0 bis 4,8 Millimetern zeigten. Die Brut durchläuft eine direkte Entwicklung an Land ohne ein Kaulquappenstadium im Wasser zu absolvieren. Die Verwandlung bis hin zum fertigen Jungfrosch findet somit innerhalb des Eies statt.

## Gefährdung
Da die Art bisher nur in einem sehr kleinen Gebiet nordwestlich von Cusco gefunden wurde, liegen noch keine aussagekräftigen Ergebnisse zur Häufigkeit oder Gefährdung vor. Sie wird demzufolge von der Weltnaturschutzorganisation IUCN zunächst als  (data deficient = ungenügende Datengrundlage) eingestuft. Inwieweit einige in dieser Region durchgeführte Straßenbauarbeiten sowie landwirtschaftliche Aktivitäten negative Einflüsse auf ihren Lebensraum haben, muss noch untersucht werden.

## Systematik
Qosqophryne gymnotis war bei ihrer Erstbeschreibung 2009 der Gattung Bryophryne zugeordnet worden, wurde jedoch als Qosqophryne gymnotis in die von Catenazzi, Mamani, Lehr und von May, 2020 neu errichtete Gattung Qosqophryne gestellt.